# 祥符区
祥符区（しょうふ-く）は中華人民共和国河南省開封市に位置する市轄区。
かつて祥符区の範囲には、啓封県・浚儀県・陳留県という3つの県があった。北宋の大中祥符二年（1009年）、浚儀県は年号をとって祥符県と改名され、中華民国二年（1913年）に開封県と改められた。陳留県は1957年5月31日に開封県に編入されている。
2014年、国務院は開封市の行政区画の変更を行い、開封県を廃止して祥符区を置いた。
祥符区のうち、朱仙鎮は開封市街から南に20kmほど離れた町で、明・清代には江西省の景徳鎮・広東省の仏山鎮・湖北省の漢口鎮と並ぶ「四大名鎮」の一つと称される商都であった。現在は静かな田舎町で、木版年画の有名な場所である。
また南宋の武将の岳飛が金に対する北伐の過程で開封にほど近い朱仙鎮にまで兵を進めたことでも知られる。明代には岳飛廟が建てられ、現在は観光名所になっている。

## 行政区画
- 鎮:城関鎮、陳留鎮、仇楼鎮、八里湾鎮、曲興鎮、朱仙鎮、羅王鎮
- 郷:半坡店郷、劉店郷、袁坊郷、杜良郷、興隆郷、西姜寨郷、万隆郷、范村郷

## 出身者
- 周亮工 - 文人